# Parc naturel de Namib-Rand

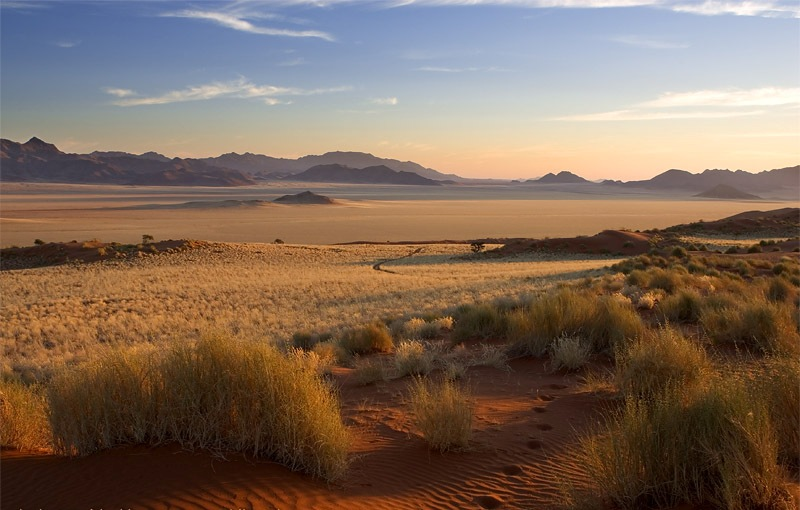
Coucher de soleil à la réserve naturelle de NamibRand.

La réserve naturelle NamibRand est une réserve naturelle privée du sud-ouest de la Namibie située dans le désert du Namib. 

## Histoire
Fondée en 1984 par J.A. (Albi) Brückner, la réserve compte plus de 215 000 hectares (2 150 km2) et partage 100 km de frontière avec le parc national de Namib-Naukluft à l'ouest et les montagnes Nubib à l'est. Il est financièrement autonome principalement grâce à des redevances touristiques à faible impact.
En 2012, l'International Dark-Sky Association l'a désignée comme une réserve internationale de Dark-Sky.